# Chiesa Nera (Brașov)
La Chiesa Nera (in romeno Biserica Neagră, in tedesco Schwarze Kirche) è un luogo di culto evangelico situato al centro della città di Brașov. La chiesa era inizialmente cattolica, conosciuta sotto il nome di Biserica Sfânta Maria (in italiano: Chiesa di Santa Maria).
L'edificio fu costruito alla fine del Trecento in stile gotico. Parzialmente distrutta dopo il grande incendio nel 1689, prese il nome attuale a causa del colore dei muri esterni anneriti dalle fiamme.
La chiesa è monumento storico di Romania.

## Storia
È incerta la data dell'inizio della costruzione, probabilmente in un periodo tra il 1383 ed il 1385, sotto il Regno d'Ungheria (1000-1538), da architetti e operai provenienti dalla Bulgaria. Secondo una leggenda popolare, un bambino che disturbava un muratore criticandolo del suo lavoro, venne gettato da questo dal campanile. Il suo corpo, per nascondere il crimine, sarebbe stato murato in una parete.
La chiesa venne servita inizialmente da un sacerdote di nome Tommaso, morto nel 1410 e sepolto nel coro.
La costruzione procedeva lentamente: nel 1423 papa Martino V concesse un'indulgenza per raccogliere fondi, mentre un documento del 1474 rilasciato da papa Sisto IV testimonia ancora i ritardi nella continuazione delle navate. Il portale orientale, commissionato dal re ungherese Mattia Corvino, venne realizzato nel 1476. La sacrestia venne ampliata tra il 1500 ed il 1515. L'intero complesso fu ultimato poco dopo il 1476. L'interno era suddiviso in tre navate, di uguale altezza, di ispirazione tedesca.
Con le riforme di Johannes Honterus (originariamente Holler, cui è dedicata una statua opera di Harro Magnussen), la chiesa è passata alla confessione evangelica nel corso del Cinquecento.
L'edificio fu dato alle fiamme durante l'invasione asburgica (Grande Guerra Turca) il 21 aprile 1689 e, annerito, assunse il nome attuale. Fu ristrutturato nel Settecento e perse così l'aspetto originario. I restauratori, provenienti da Danzica, trasformarono gli interni in stile barocco.

## Descrizione

### Arte e architettura

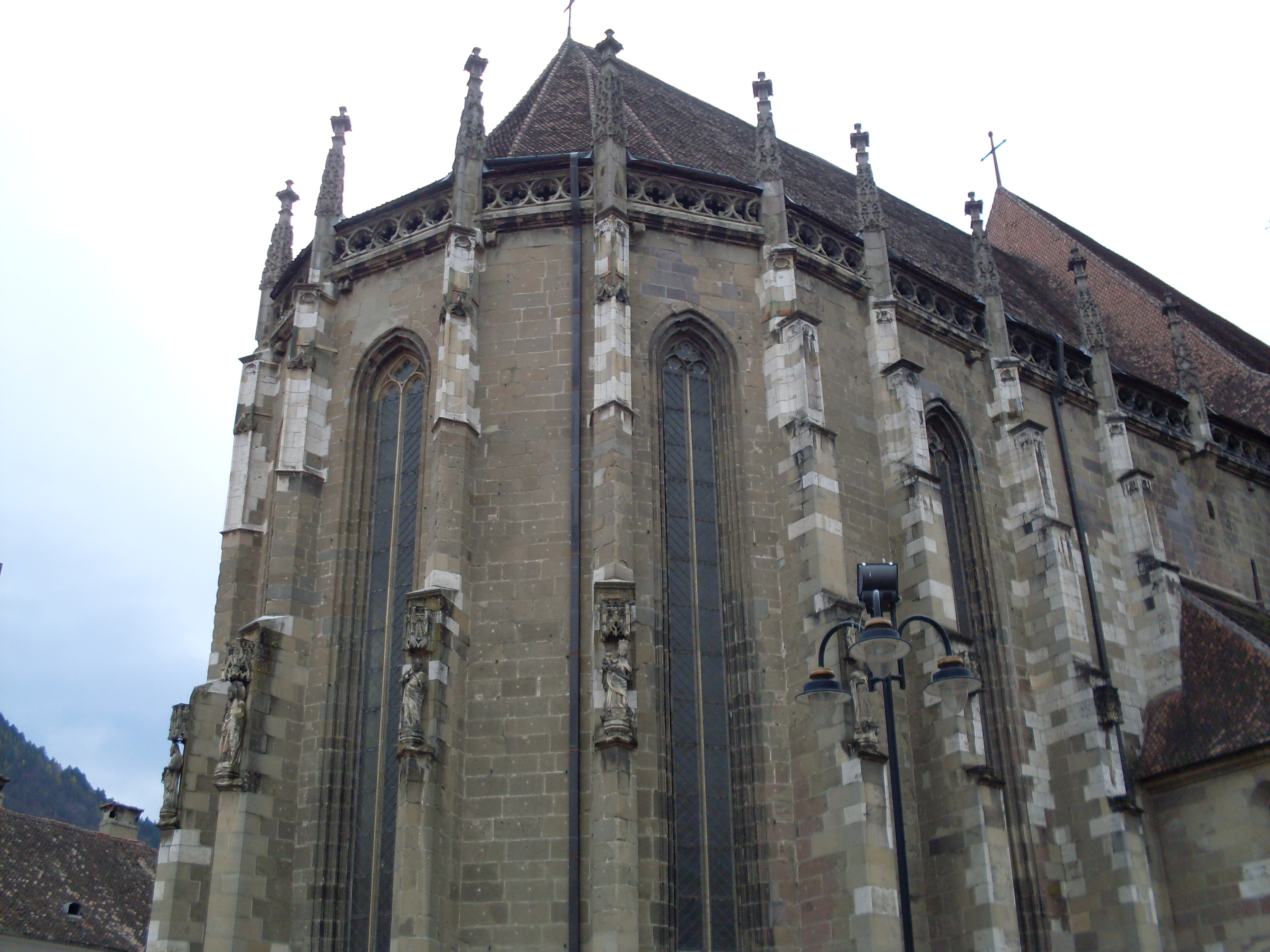
Esterno dell'abside

La Chiesa Nera è il più grande edificio di culto in stile gotico esistente nel sud-est europeo, con i suoi 89 metri di lunghezza e 38 di larghezza, capace di accogliere 5.000 persone.
Nel campanile della chiesa, alto 65 metri, si trova la più grande campana bronzea della Romania, del peso di sei tonnellate; è inoltre presente anche una collezione di tappeti orientali del sedicesimo secolo.
I muri esterni sono stati costruiti con arenaria friabile, così le ricche decorazioni sopravvissute sono in gran parte ricostruzioni ottocentesche. Tra le sculture che ornano i pilastri spiccano il gruppo di Maria con Gesù, con in basso lo stemma cittadino, i quattro Evangelisti, San Giovanni Battista (questo di manifattura boema) e la Natività. I portali sono stati decorati in stile gotico.

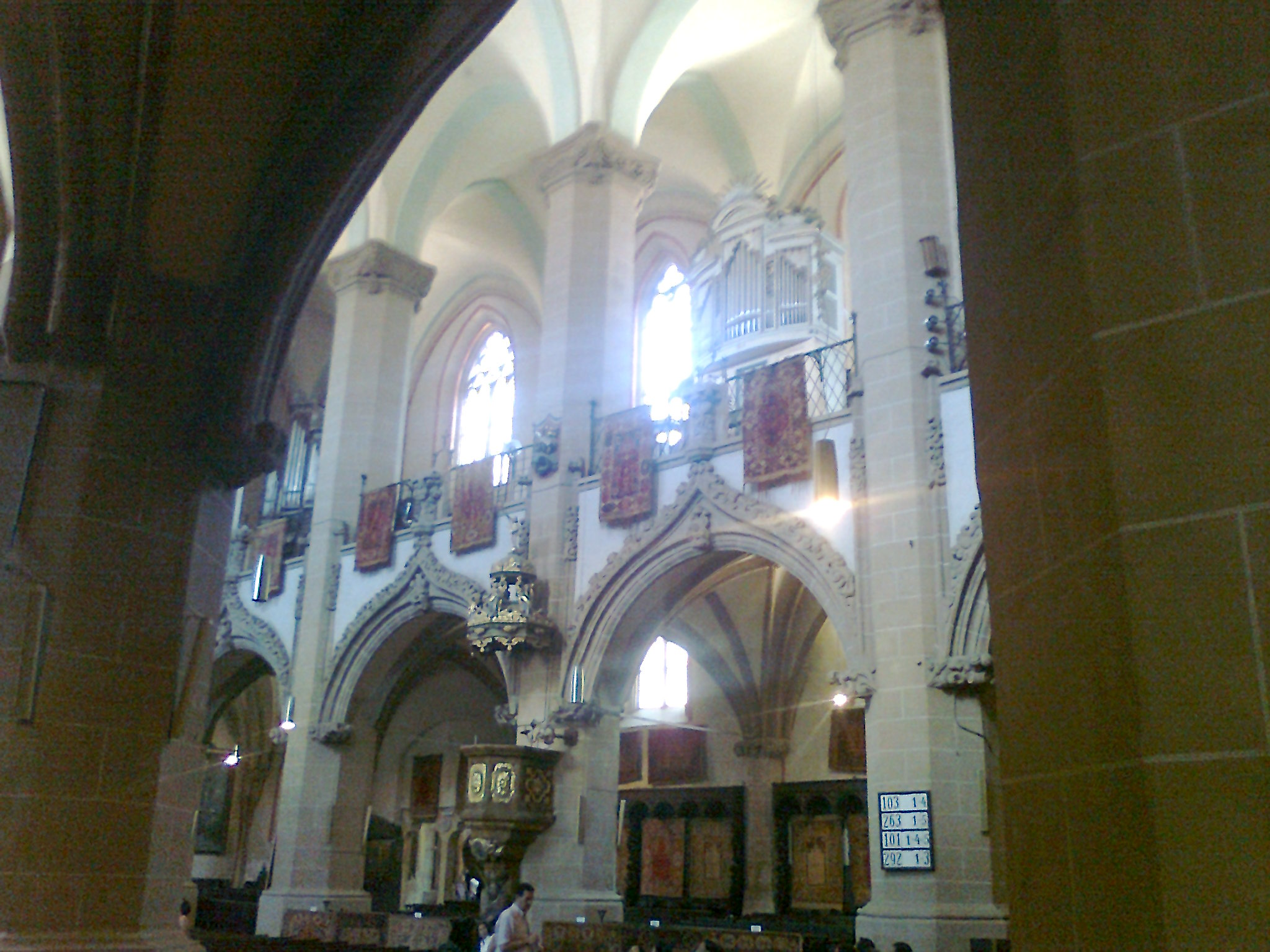
Scorcio dell'interno

All'interno bisogna ricordare un tabernacolo di ghisa in stile gotico, un fonte battesimale completato nel 1472 e donato da un mercante di nome Johannes Rewdel, due grandi calici databili intorno al 1504 e diverse casule broccate del tardo XV secolo e metà del XVI.
La cattedrale è uno dei monumenti più importanti di Braşov, ed accoglie anche un museo aperto ai visitatori del centro. Un'adorazione luterana si svolge ogni domenica per la piccola comunità tedesca in città.

### Organi a canne

#### Organo maggiore
Sulla cantoria in controfacciata si trova l'organo a canne principale della chiesa, costruito dall'organaro berlinese Carl August Buchholz tra il 1836 e il 1839 ed inaugurato dallo stesso costruttore con pezzi di Friedrich Schneider e Johann Lucas Hedwig il 17 aprile 1839. Nel 1966, in seguito ad un restauro, lo strumento ha subito una serie di modifiche per poi riacquistare le sue caratteristiche originarie con un restauro condotto tra il 1997 e il 2001.
L'organo è racchiuso entro una cassa lignea neogotica con mostra composta da canne di principale in più campi; la consolle ha quattro tastiere di 56 note ciascuna e pedaliera di 30 note. La trasmissione è integralmente meccanica.
Di seguito, la disposizione fonica dello strumento:
| Prima tastiera - Hauptwerk |        |
| Principal                  | 16'    |
| Quintatön                  | 16'    |
| Principal                  | 8'     |
| Gemshorn                   | 8'     |
| Viola                      | 8'     |
| Rohrflöte                  | 8'     |
| Nasard                     | 5.1/3' |
| Cornett                    | V      |
| Octava                     | 4'     |
| Spitzflöte                 | 4'     |
| Waldflöte                  | 4'     |
| Quinta                     | 2.2/3' |
| Superoctav                 | 2'     |
| Scharf                     | V      |
| Cimbel                     | III    |

| Seconda tastiera - Oberwerk |        |
| Bourdon                     | 16'    |
| Principal                   | 8'     |
| Salicional                  | 8'     |
| Hohlflöte                   | 8'     |
| Gedact                      | 8'     |
| Quintatön                   | 8'     |
| Octava                      | 4'     |
| Rohrflöte                   | 4'     |
| Fugara                      | 4'     |
| Nasard                      | 2.2/3' |
| Superoctav                  | 2'     |
| Mixtur                      | V      |
| Hautbois                    | 8'     |

| Terza tastiera - Rohrwerk |     |
| Fagott                    | 16' |
| Rohrflöte                 | 8'  |
| Violino                   | 8'  |
| Vox Angelica              | 8'  |
| Trompete                  | 8'  |
| Principal                 | 4'  |
| Clarinette                | 8'  |

| Quarta tastiera - Unterwerk |        |
| Salicional                  | 16'    |
| Principal                   | 8'     |
| Viola da Gamba              | 8'     |
| Gedakt                      | 8'     |
| Flauto traverso             | 8'     |
| Octava                      | 4'     |
| Flauto dolce                | 4'     |
| Viola d'amore               | 4'     |
| Gemshorn                    | 2.2/3' |
| Decimaquinta                | 2'     |
| Progressio harmonica        | III–V  |

| Pedal          |         |
| Principal      | 32'     |
| Untersatz      | 32'     |
| Principal      | 16'     |
| Violone        | 16'     |
| Subbaß         | 16'     |
| Nasard         | 10.2/3' |
| Principal      | 8'      |
| Gemshorn       | 8'      |
| Violone        | 8'      |
| Baßflöte       | 8'      |
| Quinta         | 5.1/3'  |
| Octava         | 4'      |
| Mixtur         | V       |
| Contra Posaune | 32'     |
| Posaune        | 16'     |
| Trompete       | 8'      |
| Cornett        | 4'      |

#### Organo del matroneo
Sotto l'arco tra la seconda e la terza campata del matroneo di destra, si trova un secondo organo a canne, costruito nel 1861 da Carl Hesse e collocato nella chiesa nel 1987.
Racchiuso all'interno di una cassa in stile barocco, è a trasmissione integralmente meccanica ed ha un'unica tastiera e pedaliera. La sua disposizione fonica è la seguente:
| Manual      |        |
| Flöte       | 8'     |
| Principal   | 4'     |
| Flöte       | 4'     |
| Fugara      | 4'     |
| Octava      | 2'     |
| Spitzflöte  | 4'     |
| Quinta      | 1.1/3' |
| Superoctava | 1'     |

| Pedal      |    |
| Violonebaß | 8' |

## Galleria d'immagini

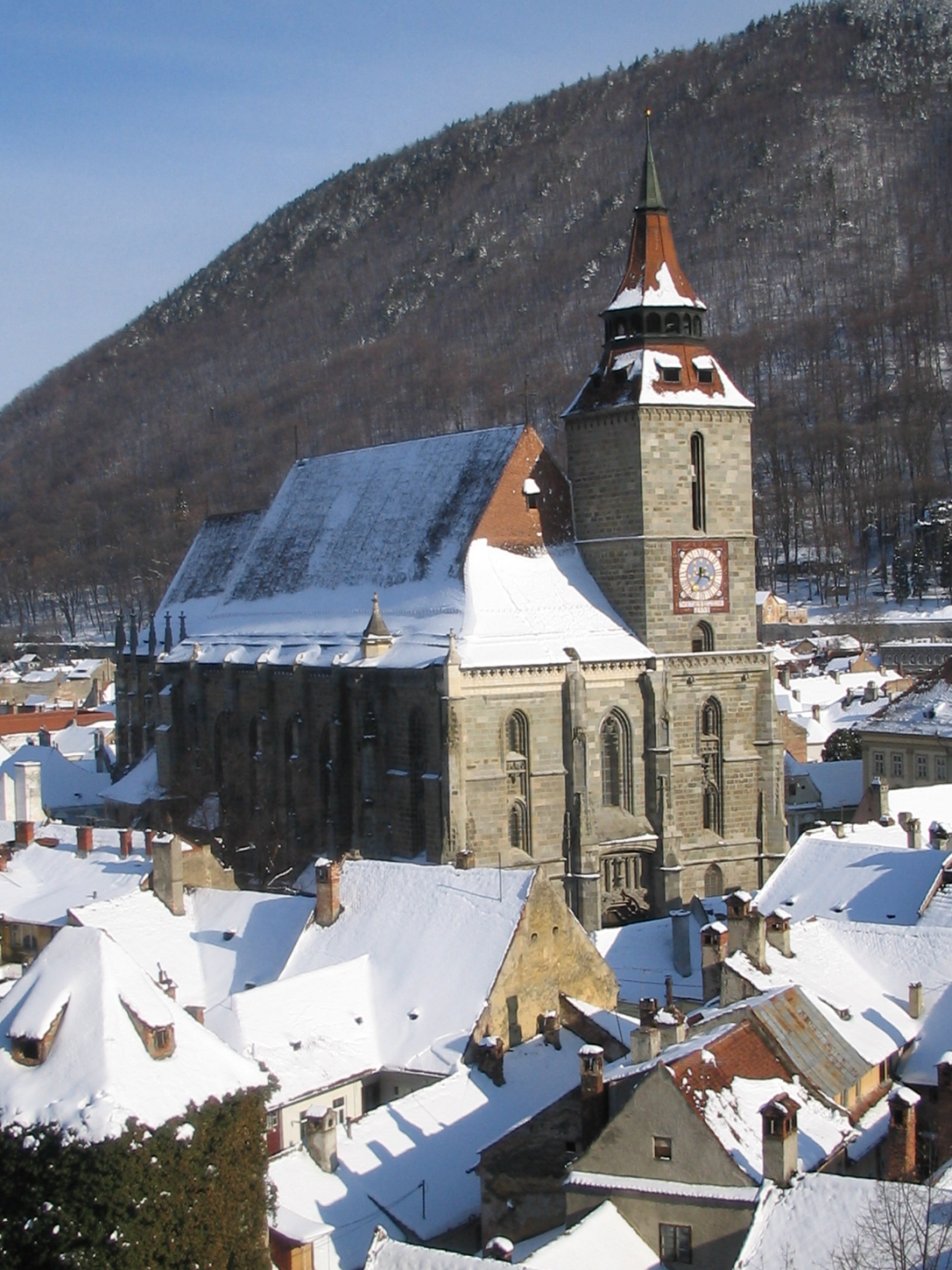
La chiesa sotto la neve
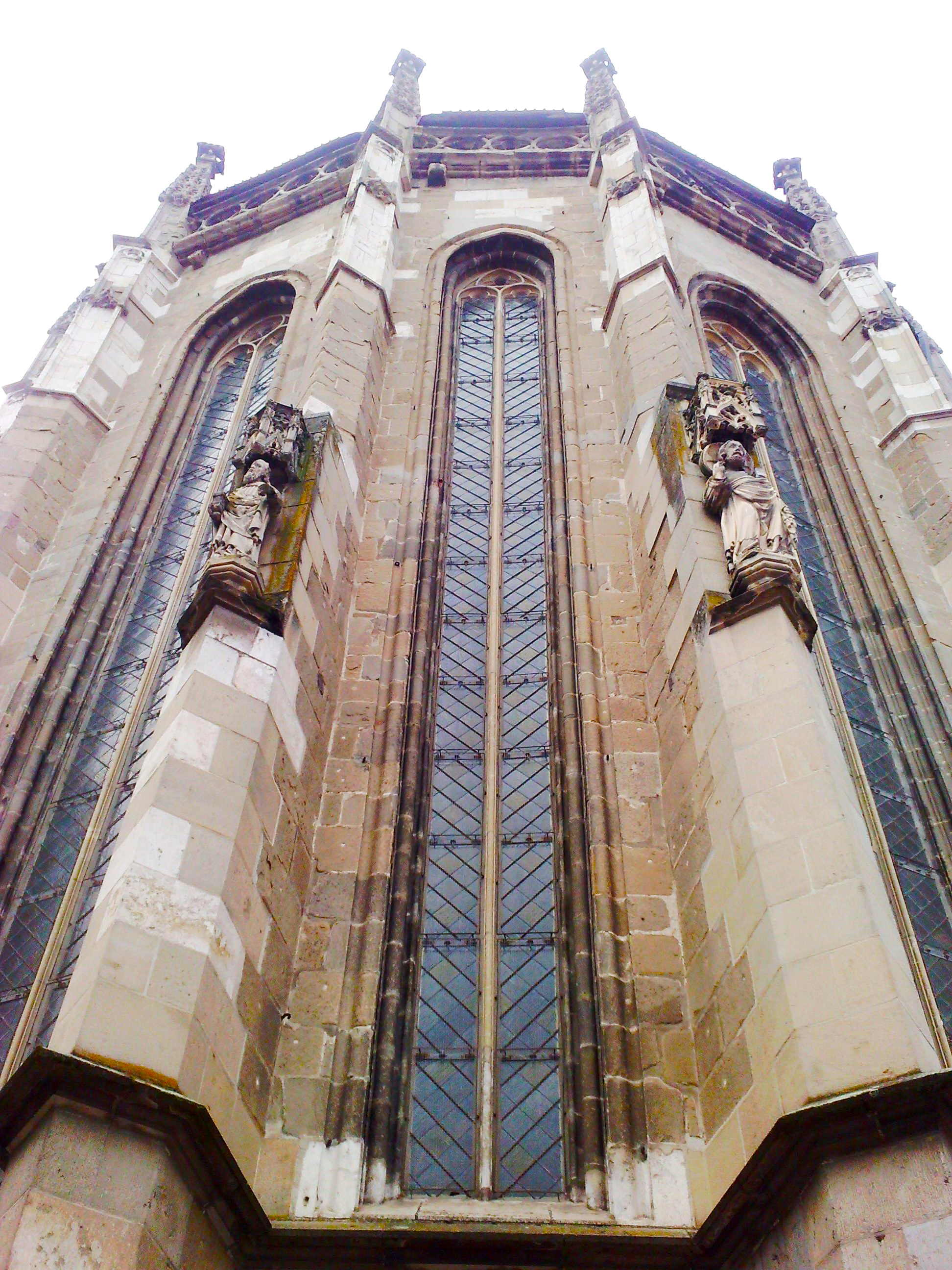
L'abside
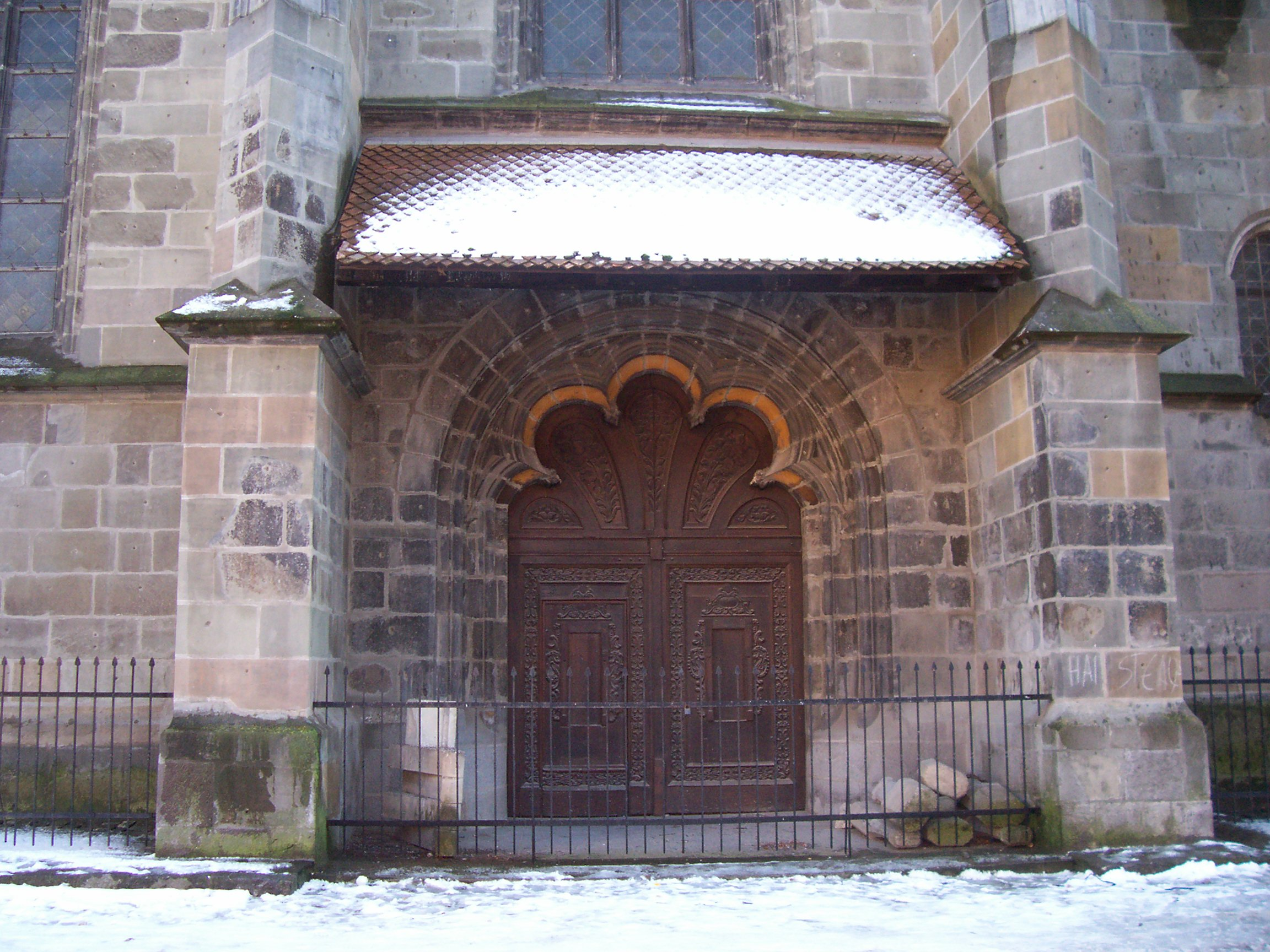
Il portale
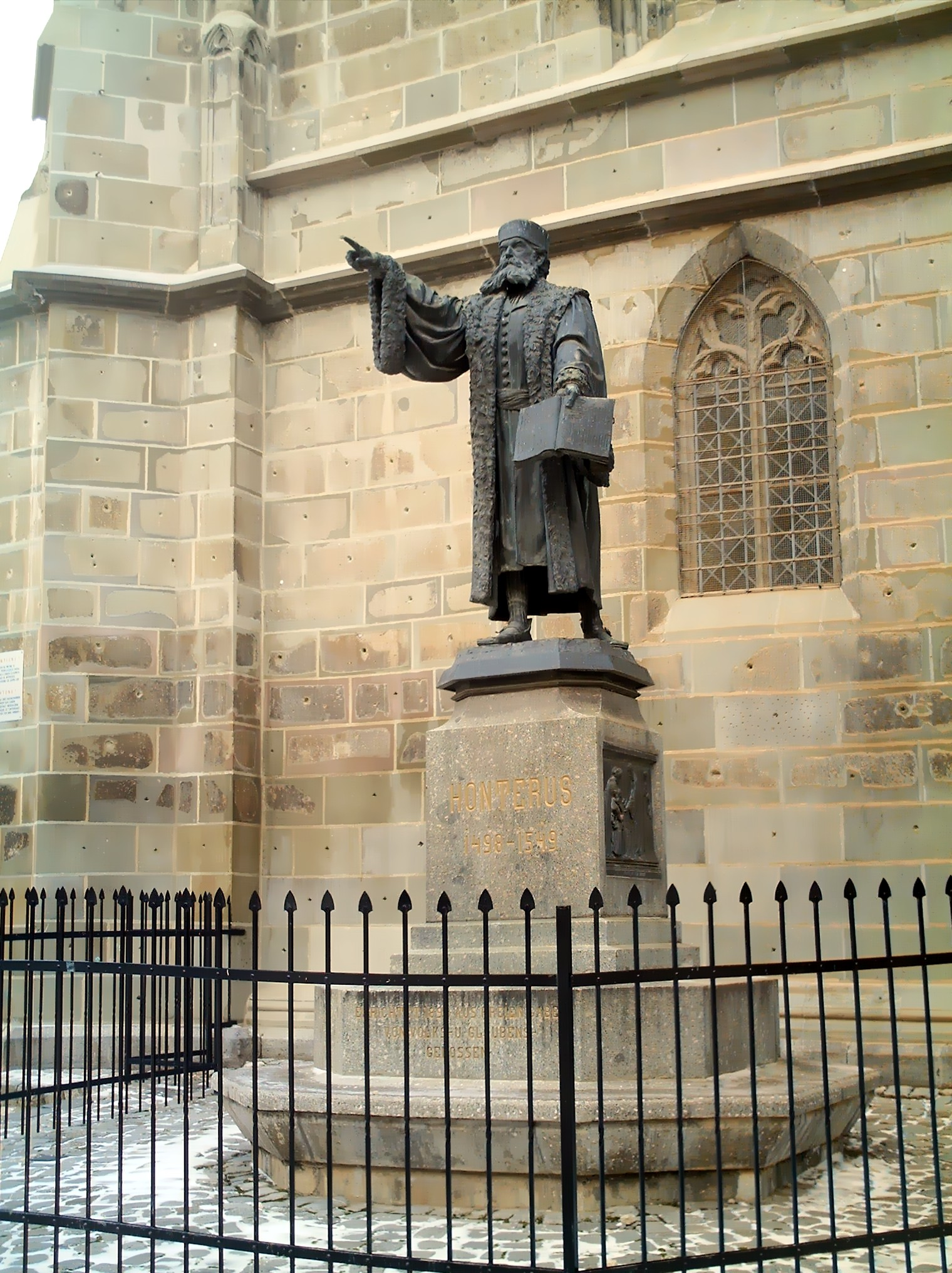
Monumento a Johannes Honterus